# Saint-Capraise-d’Eymet
Saint-Capraise-d’Eymet település Franciaországban, Dordogne megyében. Lakosainak száma 172 fő (2022. január 1.). Saint-Capraise-d’Eymet Saint-Perdoux, Saint-Aubin-de-Cadelech, Plaisance, Razac-d’Eymet és Sadillac községekkel határos.

## Népesség
A település népessége az elmúlt években az alábbi módon változott:
| Lakosok száma | 163  | 143  | 153  | 141  | 147  | 148  | 156  | 164  | 165  | 172  |
|               | 1968 | 1982 | 1990 | 2006 | 2013 | 2015 | 2017 | 2019 | 2020 | 2022 |